# Tractat d'al-Hudaybiyya
El tractat d'al-Hudaybiyya- en àrab صلح الحديبية- fou un acord de treva realitzat en la vila homònima propera a la Meca, fet pel que és coneguda. Una expedició de Mahoma sortí de Medina el març del 628 amb 1.400 homes, amb la intenció de presentar-se a la Meca per fer cerimònies religioses relacionades amb el pelegrinatge (umra) i mostrar als habitants que la religió musulmana no els perjudicaria. Les autoritats de la Meca van enviar 200 homes per tallar-li el pas però Mahoma va agafar una ruta alternativa i va arribar a al-Hudaybiyya. Allí va negociar i es va acordar que aquell any es retiraria però en els anys següents, durant tres dies, podria entrar a la Meca per les cerimònies de l'umra. L'any següent (629) el tractat es va complir per les dues parts; el gener del 630 Mahoma ocupava la Meca.